# Henry Somerset (6. książę Beaufort)

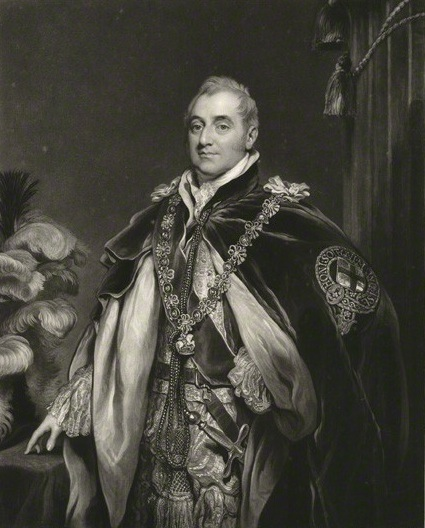
Henry Somerset, 6. książę Beaufort

Henry Charles Somerset, 6. książę Beaufort KG (ur. 22 grudnia 1766, zm. 2 grudnia 1835 w Badminton, Gloucestershire) – brytyjski arystokrata i polityk, najstarszy syn Henry’ego Somerseta, 5. księcia Beaufort, i Elizabeth Boscawen, córki admirała Edwarda Boscawena.
Od urodzenia nosił tytuł markiza Worcester. Wykształcenie odebrał w Westminster School oraz w Trinity College na Uniwersytecie Oksfordzkim (w latach 1784–1786). W 1788 r. został wybrany do Izby Gmin jako reprezentant torysów z okręgu Monmouth Boroughs. W niższej izbie parlamentu zasiadał do 1803 r. Reprezentował jeszcze dwa inne okręgi wyborcze – Bristol (w latach 1790–1796) oraz Gloucestershire (1796–1803). Po śmierci ojca w 1803 r. odziedziczył tytuł księcia Beaufort i zasiadł w Izbie Lordów.
Beaufort był Lordem Namiestnikiem Brecknockshire i Monmouthshire w latach 1803–1835. 17 stycznia 1805 r. został kawalerem Orderu Podwiązki. W latach 1810–1826 był Lordem Namiestnikiem Gloucestershire. W 1812 r. został strażnikiem lasu Dean oraz konstablem zamku St. Briavel's. W 1834 r. otrzymał stanowisko Wysokiego Stewarda Bristolu.
16 maja 1791 w Londynie poślubił lady Charlotte Leveson-Gower (11 stycznia 1771 – 12 sierpnia 1854), córkę Granville’a Levesona-Gowera, 1. markiza Stafford, i Susanny Stewart, córki 6. hrabiego Galloway. Henry i Charlotte mieli razem dwóch synów i osiem córek:
- Elizabeth Susan Somerset (zm. 16 kwietnia 1876), żona lorda Edwarda O’Briena, miała dzieci
- Georgiana Augusta Somerset (zm. 30 marca 1865), żona Granville’a Rydera, miała dzieci
- Henry Somerset (5 lutego 1792 – 17 listopada 1853), 7. książę Beaufort
- Granville Charles Henry Somerset (27 grudnia 1792 – 23 lutego 1848), ożenił się z Emily Smith, miał dzieci
- Charlotte Sophia Somerset (25 kwietnia 1795 – 12 listopada 1865), żona Fredericka Gougha, 4. barona Calthorpe, miała dzieci
- Susan Somerset (10 kwietnia 1804 – 4 lutego 1886), żona George’a Cholmondeleya, 2. markiza Cholmondeley, nie miała dzieci
- Louisa Elizabeth Somerset (1807 – 26 sierpnia 1892), żona George’a Fincha, nie miała dzieci
- Isabella Anne Frances Somerset (19 sierpnia 1808 – 4 lutego 1831), żona pułkownika Thomasa Kingscote'a, miała dzieci
- Harriet Blanche Somerset (1810 – 25 maja 1885), żona Randolpha Stewarta, 9. hrabiego Galloway, miała dzieci
- Mary Octavia Somerset (1814 – 7 września 1906), żona sir Waltera Farquhara, 3. baroneta, miała dzieci

Beaufort zmarł w 1835 r. i został pochowany w Badminton. Tytuł książęcy odziedziczył jego najstarszy syn.